# 63ª Squadriglia
La 63ª Squadriglia della Regia Aeronautica viene attivata il 1º settembre 1935 per la Guerra d'Etiopia.

## Storia

### Prima guerra mondiale
La 63ª Squadriglia Savoia-Pomilio SP.4 era in formazione al Centro Formazione Squadriglie dell'Aeroporto di Brescia-Ghedi alla fine del 1917.
L'unità non verrà completata ne attivata ed il suo numero passa nell'ottobre 1918 ad una squadriglia Ansaldo S.V.A. 4 in creazione a Ponte San Pietro destinata alla Regia Marina dell'Aeroporto di Poggio Renatico.

### Guerra d'Etiopia
L'attivazione della 63ª Squadriglia della Regia Aeronautica avviene il 1º settembre 1935. Il 2 novembre successivo arriva l’ordine di partire per l'Africa nell'ambito della Guerra d'Etiopia. Il 13 dicembre 1935 i velivoli vanno a Ciampino e poi a Capodichino. L’imbarco termina il 20 dicembre e l’arrivo a Massaua avviene a tra la fine dicembre ed i primi di gennaio del 1936. 
Il 18 gennaio va a Gura (Eritrea) e la prima operazione bellica avviene il 23 gennaio inquadrata nel XXIX Gruppo Gruppo bombardamento notturno del 9º Stormo sugli S.M.81.

### Africa Orientale Italiana
Il 1º ottobre 1936 è nel XXIX Gruppo autonomo del Comando settore aeronautico nord di Asmara nell'Africa Orientale Italiana.
Il 13 ottobre 1937 sgancia contro gli Arbegnuoc 3 bombe C500T all'Iprite su Carovaniere Lalibelà, il 14 ottobre successivo 4 C500T sullo stesso obiettivo ed ancora 3 volte fino al 21 dicembre 1937 8 C500T su Zona Keranio - Grund.
Al gennaio 1938 vola sempre con gli S.M.81 ed a luglio 1938 era all'Aeroporto di Addis Abeba-Bole.

### Seconda guerra mondiale
Al 10 giugno 1940 era nel XXIX Gruppo del 9º Stormo Bombardamento Terrestre con 6 Savoia-Marchetti S.M.79 all'Aeroporto di Viterbo al comando del Cap. Victor Hugo Girolami ed in AOI nel XXIX Gruppo con 6 SM 81 all'Aeroporto di Assab.
Con lo scoppio delle ostilità lo stormo, al comando del colonnello Mario Aramu, si trasferì all'aeroporto di Alghero operando contro le forze francesi in Corsica e dopo l'armistizio con la Francia, il 7 settembre partì per l'Africa settentrionale italiana dislocandosi a Castelbenito presso l'Aeroporto di Tripoli e poi a Derna presso l'Aeroporto di Martuba.
Ai primi di settembre 1943 era ancora a Viterbo con 5 Ju 88 nel XXIX Gruppo del 9º Stormo Bombardamento Terrestre.